# Тира Датская (1880—1945)
Принцесса Тира Датская (полное имя: Тира Луиза Каролина Амалия Елизавета Августа, дат. Tyre  Louise Caroline Amalie Elizabeth August Dansk, 14 марта 1880, Амалиенборг, Копенгаген, Дания — 2 ноября 1945, Копенгаген) — принцесса Датская и Исландская, третья дочь и шестой ребёнок короля Дании Фредерика VIII и Ловисы, урожденной принцессы Шведской и Норвежской.

## Биография
Принцесса была названа в честь своей тети принцессы Тиры, кронпринцессы Ганноверской. Никогда не выходила замуж, детей не имела. Благодаря своему деду, королю Кристиану IX, имела обширные родственные связи среди европейских монархов. Она приходилась родной сестрой королям Дании и Норвегии, племянницей английской королеве, российской императрице и греческому королю.